# Chimarra feria
Chimarra feria là một loài Trichoptera trong họ Philopotamidae. Chúng phân bố ở miền Tân bắc.